# باشگاه فوتبال تنسونگ اف سی
باشگاه فوتبال تنسونگ اف سی یک تیم فوتبال حرفه‌ای در کشور بوتان است.